# خوسيه غارسيا (كاهن كاثوليكي)
خوسيه غارسيا (بالألمانية: José García y Goldaraz) (و. 1893 – 1973 م) هو كاهن كاثوليكي، وكاتب إسباني، ولد في إرناني، إسبانيا، توفي في بلد الوليـد، عن عمر يناهز 80 عاماً.

## مناصب
تولى منصب أسقف كاثوليكي (منذ 26 نوفمبر 1944)
- أسقف أبرشية [الإنجليزية]‏
- مطران كاثوليكي[1]
- Roman Catholic Archbishop of Valladolid ‏
- رئيس أساقفة فخري  [لغات أخرى]‏

.